# Superbi
Superbi è il decimo e ultimo album in studio del gruppo musicale britannico The Beautiful South (pubblicato il 15 maggio 2006) e si avvale della produzione di Ian Stanley, ex tastierista dei Tears for Fears.

## Tracce
1. The Rose of My Cologne
2. Manchester
3. There Is Song
4. The Cat Loves the Mouse
5. The Next Verse
6. When Romance Is Dead
7. Meanwhile
8. Space
9. Bed of Nails
10. Never Lost a Chicken to a Fox
11. From Now On
12. Tears

## Formazione

### Gruppo
- Paul Heaton - voce
- Dave Hemingway - voce
- Dave Rotheray - chitarra
- Alison Wheeler - voce
- Sean Welch - basso
- Dave Stead - batteria

### Altri musicisti
- Damon Butcher - tastiere
- Gary Hammond - percussioni
- Johnny Scott - banjo, dobro, mandolino
- The London Session Orchestra - archi, arr. di Simon Hale